# Xã South Fork, Quận Monroe, Missouri
Xã South Fork (tiếng Anh: South Fork Township) là một xã thuộc quận Monroe, tiểu bang Missouri, Hoa Kỳ. Năm 2010, dân số của xã này là 449 người.